# The Order (2024)
The Order is een Amerikaanse misdaadfilm uit 2024, geregisseerd door Justin Kurzel. De film is gebaseerd op het non-fictieboek The Silent Brotherhood van Kevin Flynn en Gary Gerhardt, over de Amerikaanse neonazi-groepering The Order. De hoofdrollen worden vertolkt door Jude Law en Nicholas Hoult.

## Verhaal
In 1983 ontdekt een FBI-agent (Jude Law) uit Idaho een patroon in recente bankovervallen, vervalsingsoperaties en overvallen op gepantserde auto's die de gemeenschappen in de Pacific Northwest treffen. Hij wil bewijzen dat dit niet het werk is van een traditionele georganiseerde bende, maar van een radicale groep met de charismatische leider Robert Jay Mathews (Nicholas Hoult).

## Rolverdeling
| Acteur           | Personage            |
| ---------------- | -------------------- |
| Jude Law         | FBI-agent Terry Husk |
| Nicholas Hoult   | Robert Jay Mathews   |
| Tye Sheridan     | Jamie Bowen          |
| Jurnee Smollett  | Joanne Carney        |
| Alison Oliver    | Debbie Mathews       |
| Odessa Young     | Zillah               |
| Sebastian Pigott | Bruce Pierce         |
| George Tchortov  | Gary Yarbrough       |
| Victor Slezak    | Richard Butler       |
| Marc Maron       | Alan Berg            |

## Productie
In februari 2023 werd aangekondigd dat Jude Law en Nicholas Hoult de hoofdrollen zouden spelen in The Order, geregisseerd door Justin Kurzel naar een scenario van Zach Baylin gebaseerd op The Silent Brotherhood, een non-fictieboek uit 1989 van Kevin Flynn en Gary Gerhardt. Law zou ook produceren, terwijl Kurzel en Baylin fungeren als uitvoerend producent. In mei 2023 voegden Tye Sheridan, Jurnee Smollett, Odessa Young, Alison Oliver en Marc Maron zich bij de cast.

### Filmopnames
De filmopnames gingen op 8 mei 2023 van start in Alberta, Canada.

## Release
The Order ging op 31 augustus 2024 in première op het Filmfestival van Venetië in de competitie voor de Gouden Leeuw. Amazon Prime Video zal de film distribueren in meerdere internationale gebieden, met uitzondering van de Verenigde Staten.

## Prijzen en nominaties
De belangrijkste:
| Jaar | Prijs                    | Categorie    | Genomineerde(n) | Uitslag     |
| ---- | ------------------------ | ------------ | --------------- | ----------- |
| 2024 | Filmfestival van Venetië | Gouden Leeuw | Justin Kurzel   | Genomineerd |